# Fin de Siècle
Fin de Siècle è il sesto album in studio del gruppo musicale nordirlandese The Divine Comedy, pubblicato nel 1998.

## Tracce
1. Generation Sex – 3:31
2. Thrillseeker – 3:33
3. Commuter Love – 4:42
4. Sweden – 3:25
5. Eric the Gardener – 8:26
6. National Express – 5:05
7. Life on Earth – 4:23
8. The Certainty of Chance – 6:06
9. Here Comes the Flood – 4:09
10. Sunrise – 3:17